# Theretra marginata
Theretra margarita är en fjärilsart som beskrevs av Swinhoe 1892. Theretra marginata ingår i släktet Theretra och familjen svärmare. Inga underarter finns listade i Catalogue of Life.

## Bildgalleri

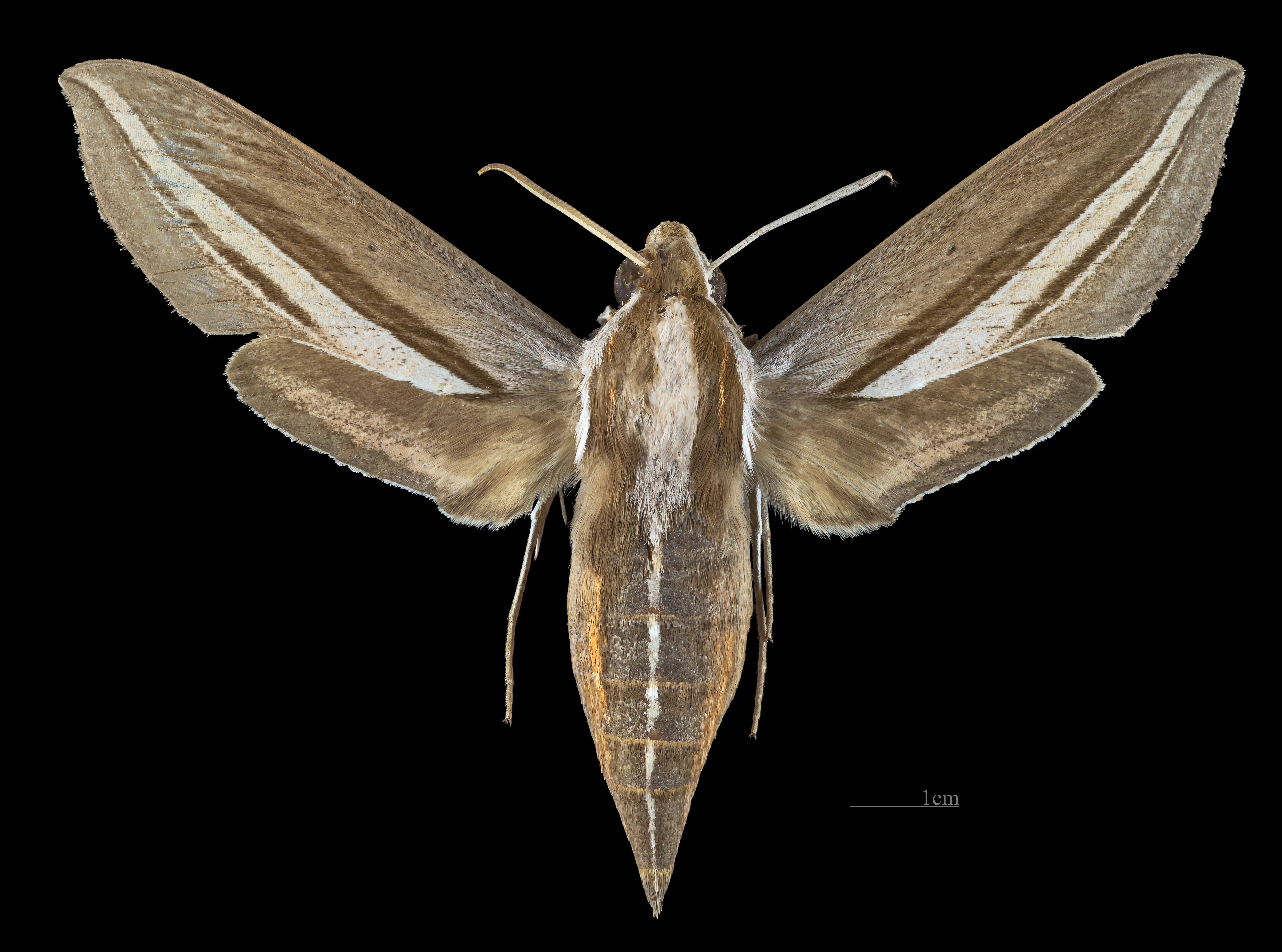
Theretra margarita   ♀
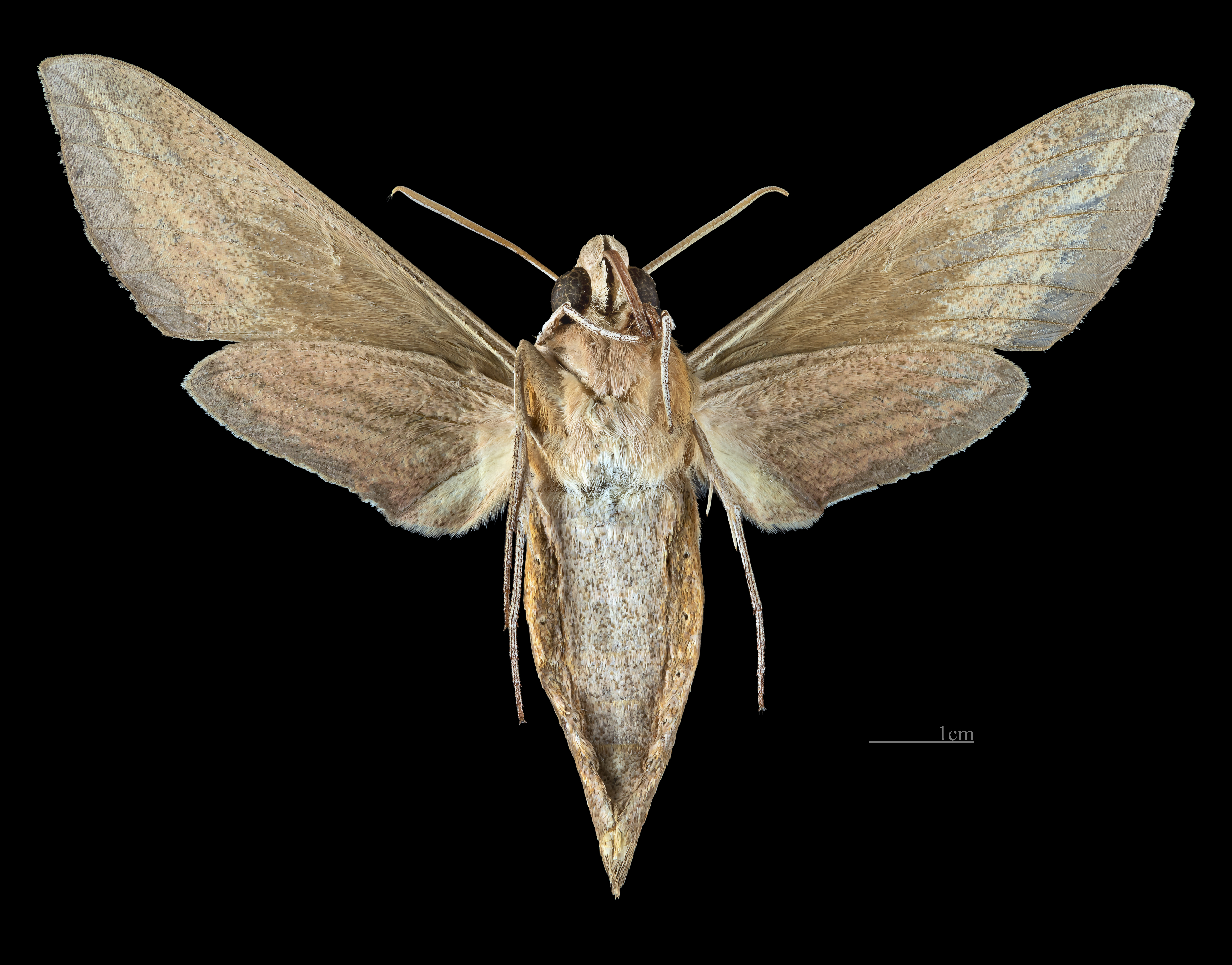
Theretra margarita   ♀ △